# SLOW DOWN (曲)
「SLOW DOWN」（スロー・ダウン）は、1992年10月にリリースされたZI:KILLの通算3枚目のシングルである。発売元はキングレコード。

## 解説
前作から1年1ヶ月ぶりのシングル。事務所のトラブルが原因の活動休止空け初のシングル。
初動売り上げは約2万枚を売上、ZI:KILL史上最大の初動売り上げ記録。最終的には約3万枚を売り上げた。
1週間後に発売のアルバム『IN THE HOLE』に収録された。本作カップリングには、アルバムタイトル曲の別ヴァージョンが収録されている。

## 収録曲
全作詞：TUSK、編曲：KEN・HOPPY KAMIYAMA
1. SLOW DOWN [6:52]
  - 作曲:KEN
2. IN THE HOLE (Super Effective Version) [5:02]
  - 作曲:HOPPY KAMIYAMA

## 収録作品
- IN THE HOLE（#1,2）
- Another Side Of Rocket（#1）
- BEST BOX（#1）

## 品番
- KIDS-114